# Лесегри

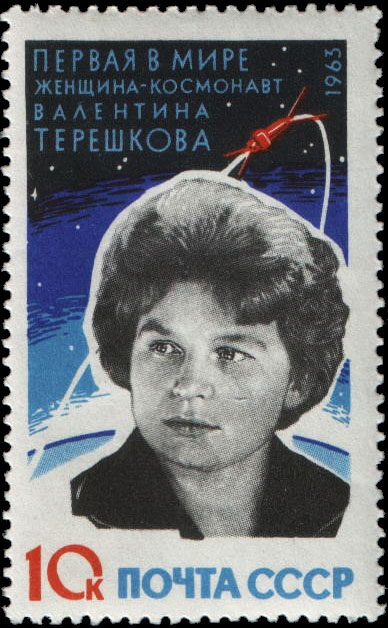
Марка СССР (1963, 10 копеек) работы Лесегри с портретом В. Терешковой

Лесегри — коллективное имя трёх советских художников почтовых марок, открыток, спичечных этикеток, плакатов Бориса Лебедева, Леонарда Сергеева и Марка Давидовича Гринберга, работавших в творческом союзе с 1957 года.

## Творчество в филателии
Художниками Лесегри создан целый ряд знаков почтовой оплаты СССР  (ЦФА [АО «Марка»] № 2671—2674, 2753, 2761, 2852—2854, 2871, 2888—2891, 2926—2931, 2947, 2968—2970, 3055, 3089, 3091—3095, 3098, 3110—3112, 3115, 3122, 3176—3178, 3389—3391, 3441, 3458—3460, 3492, 3560, 3574—3578, 3619, 3654-3658, 3660 и др.).

Некоторые почтовые марки СССР художников Лесегри
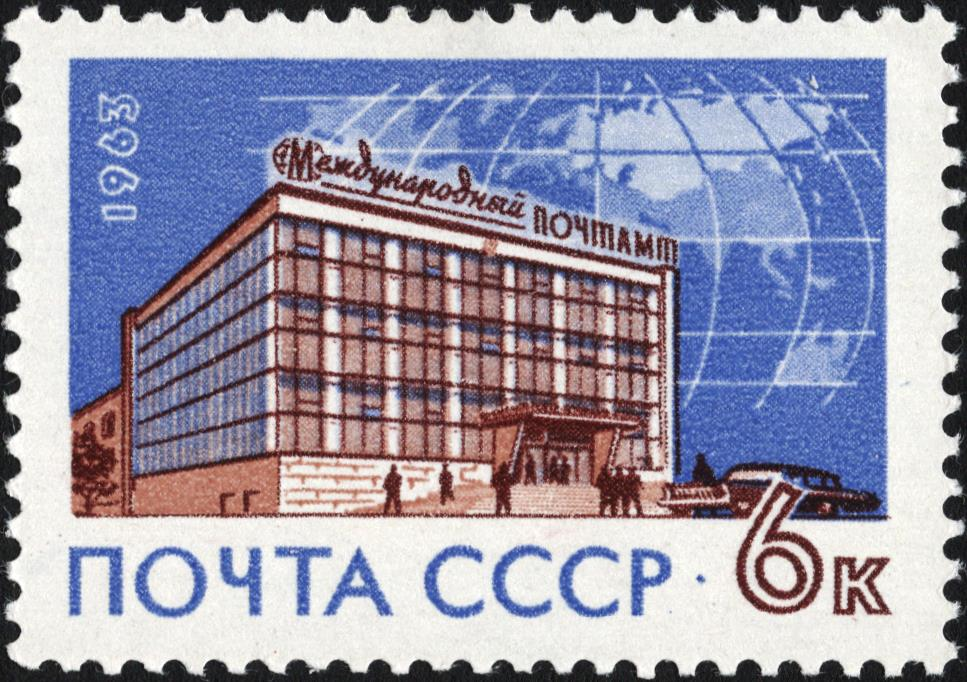
Международный почтамт (1963, 6 копеек)  (Mi #2762)
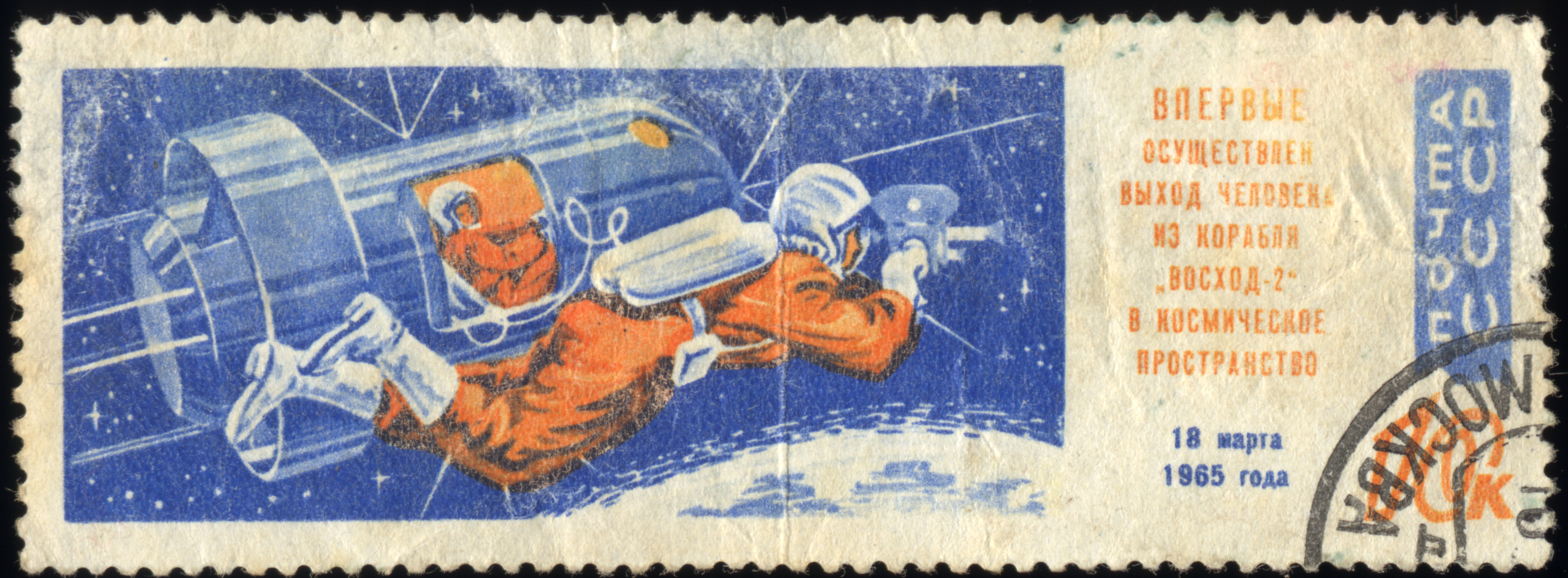
«Восход-2». Первый выход человека в открытый космос (1965, 10 копеек)  (Mi #3032A)
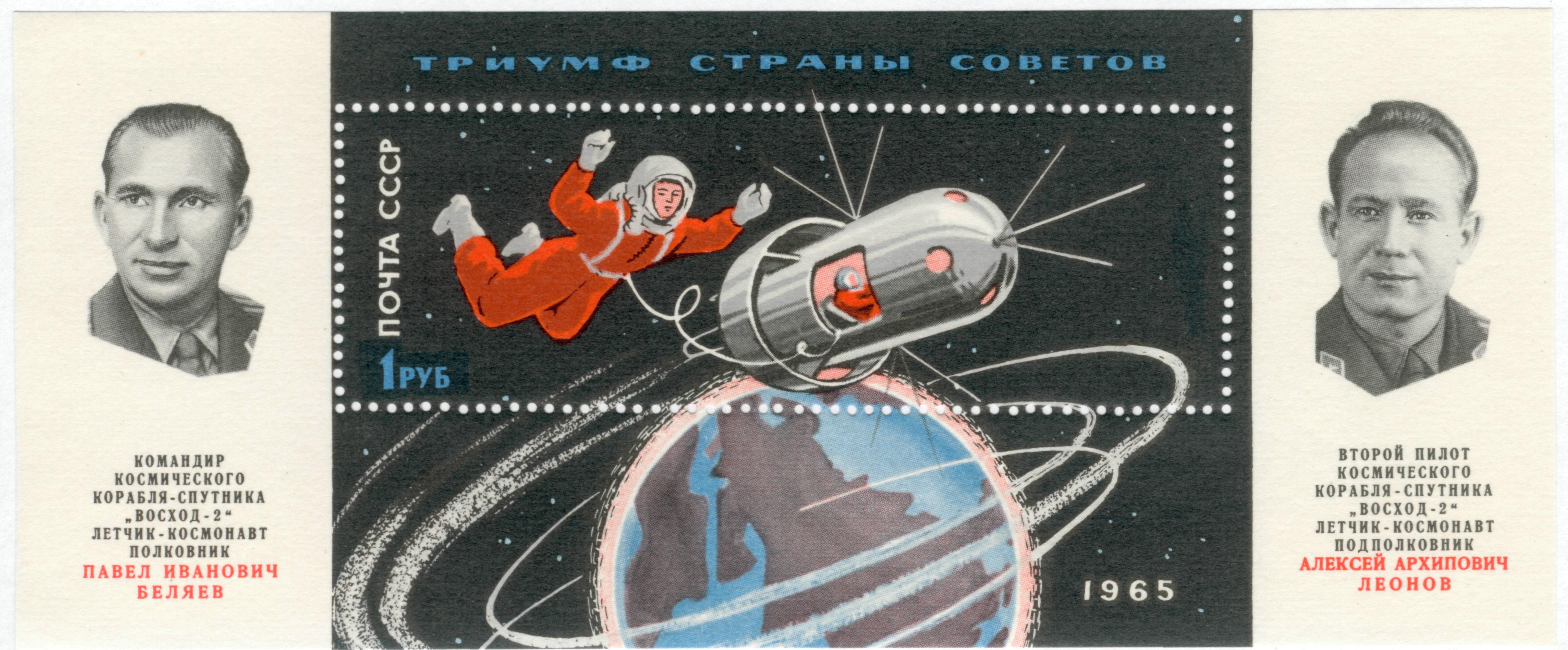
Триумф Страны Советов. Корабль-спутник «Восход-2» (почтовый блок, 1965, 1 рубль)  (Mi #Block38 (3041))
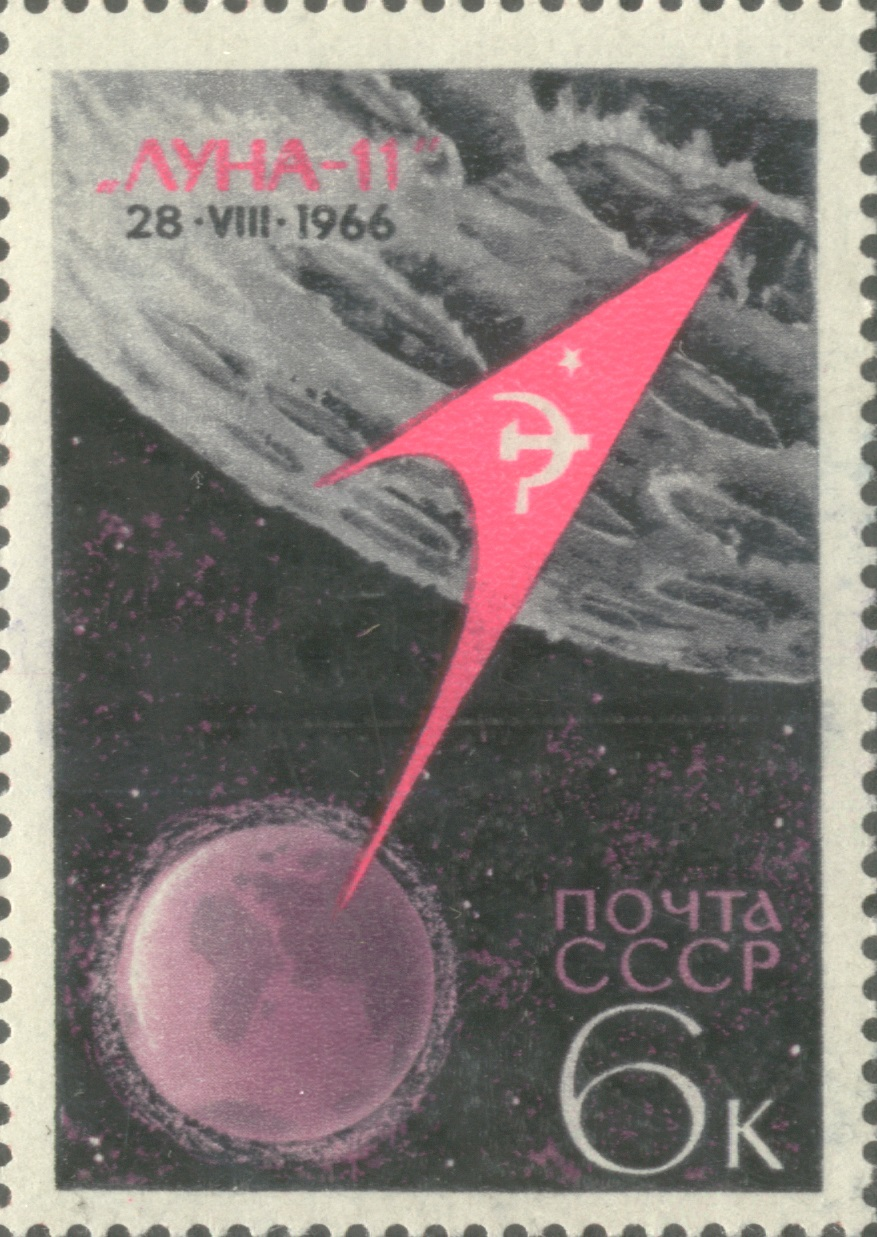
Полёт второго спутника Луны «Луна-11» (1966, 6 копеек)  (Mi #3311)
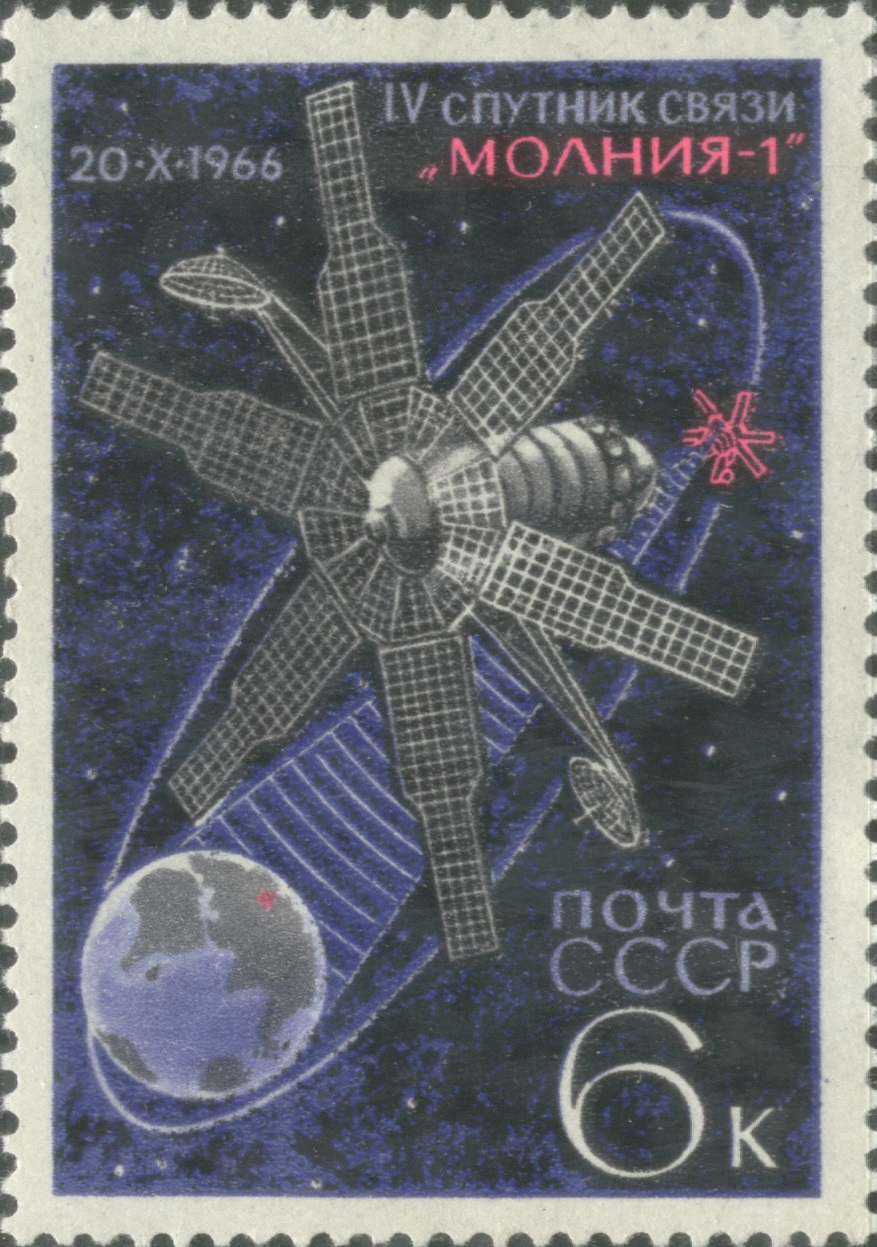
Спутник связи «Молния-1» (1966, 6 копеек)  (Mi #3312)
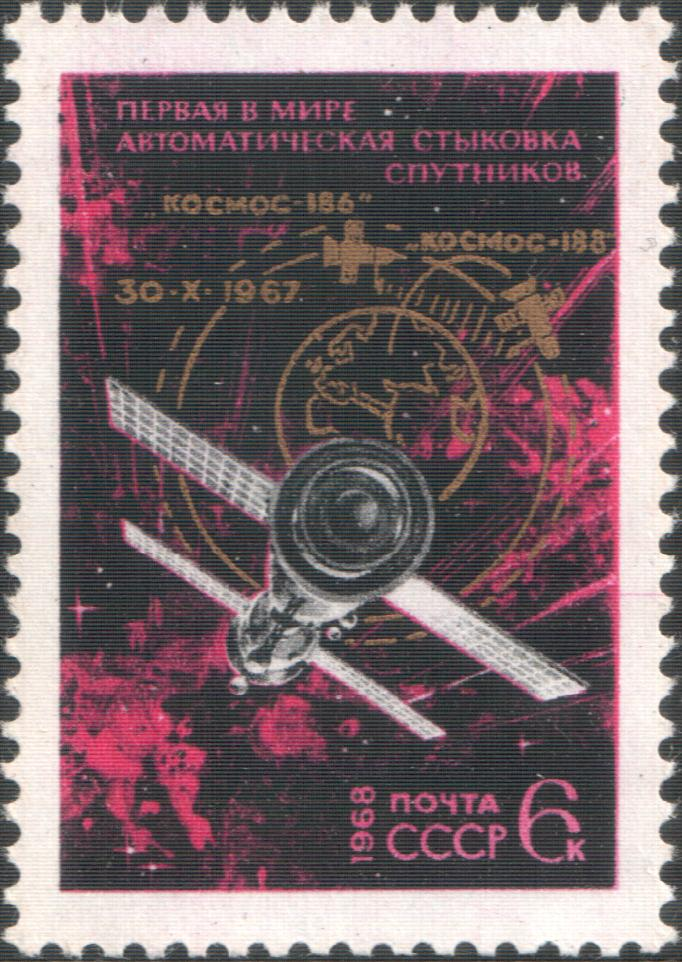
Первая в мире автоматическая стыковка спутников «Космос-186» и «Космос-188» (1968, 6 копеек)  (Mi #3477)